# Parti social-démocrate (Bosnie-Herzégovine)
Pour les articles homonymes, voir Parti social-démocrate.
Le Parti social-démocrate (Socijaldemokratska Partija BiH - Socijaldemokrati / Социјалдемократска Партија БиХ - Социјалдемократи), est un parti politique de Bosnie-Herzégovine membre de l'Internationale socialiste et membre observateur du Parti socialiste européen.
Le parti est un successeur du parti communiste de Bosnie-Herzégovine et s'est élargie avec l'inclusion du parti social-démocrate de Bosnie-Herzégovine.
Le président actuel du parti est Nermin Nikšić.

## Résultats électoraux

### Élections présidentielles
| Année | Rang | Candidat            | Votes   | %     | Représentant | Élu |
| ----- | ---- | ------------------- | ------- | ----- | ------------ | --- |
| 1996  | 4e   | Sead Avdić          | 21 254  | 2.3%  | Bosniaques   | Non |
| 1998  | 2e   | Gradimir Gojer      | 113 961 | 31.8% | Croates      | Non |
| 2002  | 3e   | Alija Behmen        | 90 434  | 17.5% | Bosniaques   | Non |
| 2006  | 1er  | Željko Komšić       | 116 062 | 40.0% | Croates      | Oui |
| 2010  | 1er  | Željko Komšić       | 337 065 | 60.6% | Croates      | Oui |
| 2014  | 4e   | Bakir Hadžiomerović | 75 369  | 10.0% | Bosniaques   | Non |
| 2018  | 2e   | Denis Bećirović     | 157 731 | 33.4  | Bosniaques   | Non |

### Élections législatives
Aux élections législatives, le 5 octobre 2002, le parti a remporté 10,4 % des voix et quatre sièges sur 42 à la Chambre des représentants de Bosnie-Herzégovine et 15 sièges sur 140 à la chambre des peuples de la fédération de Bosnie-et-Herzégovine. Il a aussi remporté trois sièges sur 83 à la chambre des représentants de la république serbe.
| Année | Voix    | Rang | Sièges                    | Sièges              | Gouvernement |
| Année | Voix    | Rang | Chambre des représentants | Chambre des peuples | Gouvernement |
| ----- | ------- | ---- | ------------------------- | ------------------- | ------------ |
| 1996  | 136 203 | 4e   | 2 / 42                    | 0 / 15              | Opposition   |
| 1998  | 159 871 | 5e   | 4 / 42                    | 1 / 15              | Opposition   |
| 2000  | 268 270 | 1er  | 9 / 42                    | 3 / 15              | Coalition    |
| 2002  | 134 384 | 4e   | 5 / 42                    | 1 / 15              | Opposition   |
| 2006  | 143 272 | 4e   | 5 / 42                    | 1 / 15              | Opposition   |
| 2010  | 284 435 | 1er  | 8 / 42                    | 4 / 15              | Coalition    |
| 2014  | 92 906  | 7e   | 3 / 42                    | 0 / 15              | Opposition   |
| 2018  | 150 453 | 4e   | 5 / 42                    | 1 / 15              | Opposition   |